# گوه‌دندان‌واران
گوه‌دندان‌واران (به لاتین: Sphenacodontoidea) یک کلاد مبتنی بر گره است که تعریف شده‌است که شامل جدیدترین نیای مشترک گوه‌دندانان و ددکمانان و فرزندان آن (از جمله پستانداران) است. گوه‌دندان‌واران با تعدادی جداریختی در رابطه با نسبت استخوان‌های جمجمه و دندان‌ها مشخص می‌شوند.
گوه‌دندان‌واران از گوه‌ای‌دندانان پیشین مانند هاپتودوس از طریق تعدادی از فسیل انتقالی پلیکوسورهای کوچک و غیرتخصصی تکامل یافته‌اند.

## رده‌بندی
آرایه‌شناسی زیر از فروبیش و همکاران (۲۰۱۱) و بنسون (۲۰۱۲) پیروی می‌کند مگر اینکه خلاف آن ذکر شده باشد.
ردهٔ هم‌کمانان
- گوه‌دندان‌واران
  - تیرهٔ † گوه‌دندانان
  - ددکمانان